# کازوهیرو ساتو
کازوهیرو ساتو (انگلیسی: Kazuhiro Sato؛ زادهٔ ۲۸ سپتامبر ۱۹۹۰) بازیکن فوتبال اهل ژاپن است.